# Élections législatives de 1831 dans la Mayenne
Les élections législatives françaises de 1831 se déroulent le 5 juillet 1831. Dans le département de la Mayenne, cinq députés sont à élire dans le cadre d'un scrutin uninominal majoritaire.

## Élus
|   | Arrondissement | Député sortant                    |  | Parti                    | Député élu ou réélu                                            |  | Parti                    |
| - | -------------- | --------------------------------- |  | ------------------------ | -------------------------------------------------------------- |  | ------------------------ |
| = | Premier        | Prosper Delauney                  |  | Majorité gouvernementale | Prosper Delauney démissionne en 1834, remplacé par Paul Boudet |  | Majorité gouvernementale |
| = | Deuxième       | Jean-Baptiste Bidault de Frétigné |  | Majorité gouvernementale | Jean-Baptiste Bidault de Frétigné                              |  | Majorité gouvernementale |
| = | Troisième      | Charles de Lézardière             |  | Majorité gouvernementale | Louis Didier Lecour                                            |  | Majorité gouvernementale |
| = | Quatrième      | Louis de Vaucelles de Ravigny     |  | Majorité gouvernementale | Marie-Théodore de Rumigny                                      |  | Majorité gouvernementale |
| = | Cinquième      | Constant Paillard-Ducléré         |  | Majorité gouvernementale | Constant Paillard-Ducléré                                      |  | Majorité gouvernementale |

## Résultats

### Laval intra-muros
| Candidats        | Candidats          | Étiquette                | Premier tour | Premier tour | Deuxième tour | Deuxième tour | Ballotage | Ballotage |
| Candidats        | Candidats          | Étiquette                | Voix         | %            | Voix          | %             | Voix      | %         |
| ---------------- | ------------------ | ------------------------ | ------------ | ------------ | ------------- | ------------- | --------- | --------- |
|                  | Prosper Delauney * | Majorité gouvernementale | 142          |              |               |               |           |           |
|                  |                    |                          |              |              |               |               |           |           |
| Inscrits         | Inscrits           | Inscrits                 | 294          |              |               |               |           |           |
| Votants          | Votants            | Votants                  | 161          |              |               |               |           |           |
| Exprimés         |                    |                          |              |              |               |               |           |           |
| Blancs et perdus |                    |                          |              |              |               |               |           |           |

*sortant

Election du 4 février 1834 en remplacement de M. Delauney, démissionnaire. 
| Candidats        | Candidats                                 | Étiquette                  | Premier tour | Premier tour | Deuxième tour | Deuxième tour | Ballotage | Ballotage |
| Candidats        | Candidats                                 | Étiquette                  | Voix         | %            | Voix          | %             | Voix      | %         |
| ---------------- | ----------------------------------------- | -------------------------- | ------------ | ------------ | ------------- | ------------- | --------- | --------- |
|                  | Paul Boudet                               | Majorité gouvernementale   | 97           |              |               |               |           |           |
|                  | Charles-Guillaume Sourdille de La Valette | Opposition gouvernementale | 56           |              |               |               |           |           |
|                  |                                           |                            |              |              |               |               |           |           |
| Inscrits         | Inscrits                                  | Inscrits                   | 311          |              |               |               |           |           |
| Votants          | Votants                                   | Votants                    | 153          |              |               |               |           |           |
| Exprimés         |                                           |                            |              |              |               |               |           |           |
| Blancs et perdus |                                           |                            |              |              |               |               |           |           |

*sortant

### Laval extra-muros
| Candidats        | Candidats                         | Étiquette    | Premier tour | Premier tour | Ballotage | Ballotage |  |
| Candidats        | Candidats                         | Étiquette    | Voix         | %            | Voix      | %         |  |
| ---------------- | --------------------------------- | ------------ | ------------ | ------------ | --------- | --------- |  |
|                  | Jean-Baptiste Bidault de Frétigné | Juste milieu | 76           |              |           |           |  |
|                  | du Moulinet                       |              | 61           |              |           |           |  |
|                  |                                   |              |              |              |           |           |  |
| Inscrits         |                                   |              |              |              |           |           |  |
| Votants          |                                   |              |              |              |           |           |  |
| Exprimés         |                                   |              |              |              |           |           |  |
| Blancs et perdus |                                   |              |              |              |           |           |  |

*sortant

### Mayenne intra-muros
| Candidats        | Candidats           | Étiquette                | Premier tour | Premier tour | Ballotage | Ballotage |  |
| Candidats        | Candidats           | Étiquette                | Voix         | %            | Voix      | %         |  |
| ---------------- | ------------------- | ------------------------ | ------------ | ------------ | --------- | --------- |  |
|                  | Louis Didier Lecour | Majorité gouvernementale | 80           |              |           |           |  |
|                  | de Pommereuil       |                          | 57           |              |           |           |  |
|                  |                     |                          |              |              |           |           |  |
| Inscrits         | Inscrits            | Inscrits                 | 185          |              |           |           |  |
| Votants          | Votants             | Votants                  | 147          |              |           |           |  |
| Exprimés         |                     |                          |              |              |           |           |  |
| Blancs et perdus |                     |                          |              |              |           |           |  |

*sortant

### Mayenne extra-muros
| Candidats        | Candidats                     | Étiquette                | Premier tour | Premier tour | Deuxième tour | Deuxième tour | Ballotage | Ballotage |  |
| Candidats        | Candidats                     | Étiquette                | Voix         | %            | Voix          | %             | Voix      | %         |  |
| ---------------- | ----------------------------- | ------------------------ | ------------ | ------------ | ------------- | ------------- | --------- | --------- |  |
|                  | Marie-Théodore de Rumigny     | Majorité gouvernementale | 183          |              |               |               |           |           |  |
|                  | Louis de Vaucelles de Ravigny | Majorité gouvernementale | 54           |              |               |               |           |           |  |
|                  |                               |                          |              |              |               |               |           |           |  |
| Inscrits         | Inscrits                      | Inscrits                 | 343          |              |               |               |           |           |  |
| Votants          | Votants                       | Votants                  | 251          |              |               |               |           |           |  |
| Exprimés         |                               |                          |              |              |               |               |           |           |  |
| Blancs et perdus |                               |                          |              |              |               |               |           |           |  |

*sortant

### Château-Gontier
| Candidats        | Candidats                   | Étiquette                | Premier tour | Premier tour | Ballotage | Ballotage |  |
| Candidats        | Candidats                   | Étiquette                | Voix         | %            | Voix      | %         |  |
| ---------------- | --------------------------- | ------------------------ | ------------ | ------------ | --------- | --------- |  |
|                  | Constant Paillard-Ducléré * | Majorité gouvernementale | 132          |              |           |           |  |
|                  | Urbain Chartier             |                          | 108          |              |           |           |  |
|                  |                             |                          |              |              |           |           |  |
| Inscrits         | Inscrits                    | Inscrits                 | 373          |              |           |           |  |
| Votants          | Votants                     | Votants                  | 243          |              |           |           |  |
| Exprimés         |                             |                          |              |              |           |           |  |
| Blancs et perdus |                             |                          |              |              |           |           |  |

*sortant

## Sources
- Adolphe Robert et Gaston Cougny, Dictionnaire des parlementaires français, Edgar Bourloton, 1889-1891